# Svensmarö
Svensmarö är ett naturreservat som omfattar ön med detta namn och några kringliggande mindre öar och kobbar i  Östergötlands skärgård i Söderköpings kommun i Östergötlands län.
Området är naturskyddat sedan 1978 och är 315 hektar stort. Reservatet består av strandängar, ängar och ekhagar, barrblandskog och barrnaturskog.